# Hau Giang
Hau Giang (vietnamita: Hậu Giang) é uma província do Vietnã.
A província de Hau Giang foi criada em 2004 dividindo-se da antiga província de Can Tho. A capital provincial atual é a cidade de Vi Thanh, 240 km a sudoeste da cidade de Ho Chi Minh, a 60 km da cidade de Can Tho pela estrada 61 e a apenas 40 km da cidade de Vi Thanh - cidade de Can Tho.
Em 2018, Hau Giang foi a 54ª maior unidade administrativa do Vietnã em termos de população, classificada em 52º em Produto Interno Bruto (GRDP), em 48º em GRDP per capita e em 52º em termos de taxa de crescimento. chefe. Líder do GRDP. Com 776.700 pessoas, o GRDP atingiu 29.763 bilhões de VND (equivalente a 1.296 bilhões de dólares), o GRDP per capita atingiu 38,32 milhões de VND (equivalente a 1.664 USD), a taxa de crescimento do GRDP atingiu 7,08%.